# ワシントン・ポスト (行進曲)
『ワシントン・ポスト』（英語: The Washington Post）は、1889年にジョン・フィリップ・スーザによって作曲されたアメリカ合衆国の愛国的な行進曲。アメリカをはじめ多くの国で、スーザの最も有名な行進曲の1つとして親しまれている。

## 作曲の経緯
1889年、アメリカの新聞『ワシントン・ポスト』のオーナーが、紙上で行われた作文コンテストの表彰式で使う行進曲の作曲を当時アメリカ海兵隊楽団長であったスーザに依頼した。スーザはその依頼に応え作曲し、同年6月15日の表彰式において、新聞名と同じタイトルのこの行進曲を初演した。この行進曲は、かつては平凡な新聞であったワシントン・ポスト紙に名声と注目をもたらしたと多くの人は語った。この出来事から、あるイギリス人のジャーナリストはスーザのことを「マーチ王」と呼んだ。スーザはワシントンD.C.にあるワシントン・ポスト・ビルの一角において、ワシントン・ポスト紙とアメリカ合衆国への貢献が称えられている。

## 曲の構成
この曲の楽式は行進曲形式で構成されており（IAABBCCDCDC：ABCDIは旋律を表す）、同じスーザの代表曲である『星条旗よ永遠なれ』と同じく中間部（トリオ）から主部に戻らない形をとっている。拍子は8分の6拍子で書かれている。第1旋律は有名で多くの人に知られており、荘厳で堂々としたテンポ（110-120BPM、これを超えることは少ない）で演奏される。トリオでは、唐突な6つの8分音符が旋律を先へ進めていく。一風変わった落ち着いた移行部は、トリオ部の旋律のシンプルな変形となっている。それに続く一回目のトリオの繰り返しから、金管楽器の低音による対旋律（オブリガート）が始まる。

## その他
作曲当時『ワシントン・ポスト』はツー・ステップというダンスのための音楽として流行した。
ワシントン・ポストは最も演奏されたスーザの作品の1つである。コンサートやマーチングバンドなどで区別無く広く演奏され、また重要な曲として研究されている。曲のタイトルは"The Washington Post"、"Washington Post March"、また単純に"Washington Post"などと様々な表記がされることがある。これらのどれが正しいかを尋ねることは意味のないことかもしれない。しかし、元の楽譜では2つの線の上に 
The Washington Post.

March.
のように書かれ、それぞれにピリオドが付けられていた。またスーザの下の手書き楽譜は同様の形式になっていた。そして楽譜の表紙にも中央部に新聞の表紙の切り抜きを貼り付けた形で"The Washington Post"と配置され、下部に"March By John Philip Sousa."と書かれていた。以上のことはスーザと出版者がタイトルは"The Washington Post"で、"March"は行進曲であることの説明だと考えていたことを示唆している。
この行進曲は1978年に大ヒットした映画『アニマル・ハウス』（National Lampoon's Animal House）にも取りあげられた。